# Кринум Макована
Кри́нум Макована (лат. Crinum macowanii) — вид луковичных растений рода Кринум (Crinum) семейства Амариллисовые (Amaryllidaceae).

## Ботаническое описание
Луковица округлая, крупная, до 25 см в диаметре, с шейкой до 25 см длиной.
Листья 60—90 см длиной и 10 см шириной.
Цветонос 60—90 см высотой, с 10—15 цветками в зонтике; трубка околоцветника изогнутая, зелёная, 8—10 см длиной; лепестки 8—10 см длиной, розовые. Цветёт поздно осенью.

## Распространение
Встречается в Африке (Заир, Эфиопия, Сомали, Кения, Танзания, Уганда, Ангола, Малави, Мозамбик, Замбия, Зимбабве, Ботсвана, ЮАР, Свазиленд) и на Сейшельских островах.

## Практическое использование
Выращивается в холодных оранжереях как красивоцветущее растение.